# Hersilia nentwigi
Espèce
Hersilia nentwigi est une espèce d'araignées aranéomorphes de la famille des Hersiliidae.

## Distribution
Cette espèce est endémique d'Indonésie. Elle se rencontre à Java, à Krakatoa et à Sumatra

## Description
Le mâle mesure 5,1 mm et la femelle 7,8 mm.

## Étymologie
Cette espèce est nommée en l'honneur de Wolfgang Nentwig.

## Publication originale
- Baehr & Baehr, 1993 : The Hersiliidae of the Oriental Region including New Guinea. Taxonomy, phylogeny, zoogeography (Arachnida, Araneae). Spixiana Supplement, vol. 19, p. 1-96 (texte intégral).